# Карагиозис
Карагиозис (греч. Καραγκιόζης, от тур. Karagöz, дословно «черный глаз») — традиционный кукольный театр теней в новогреческом фольклоре, названный по имени главного персонажа - весельчака Карагиозиса, вокруг которого группируются все рассказы, которые ставят в театре. По сути карагиозис является эллинизированным вариантом турецкого театра теней «Карагёз».

## История
Театр теней карагиозис сформировался в Греции в результате ассимиляции и эллинизации турецкого театра «Карагёз» в середине XIX века.
Первым известным собственно греческим кукольником театра был Я. Брахалис, выступавший в 1850-е. Главная заслуга в реформировании карагиозиса и в превращении его в греческий народный театр теней принадлежит актёру Мимаросу (псевдоним Д. Сардуниса), выступавшему в 1890-х годах.
Дальнейшую реформу и творческое развитие карагиозису обеспечили кукольники А. Моллас и С. Спафарис, при которых греческий театр теней достиг наибольшего расцвета.
В течение XX века (1940 - 50-е годы) во время крупных геополитических событий в Европе и мире, в ходе трансформации собственно греческого общества, изменений культурных потребностей, моды, следовательно, и эстетических вкусов, распространения кинематографа и других новейших зрелищ и современной масскультуры в целом, театр карагиозис как общераспространённое и популярное явление переживает упадок, и в дальнейшем существует ограничено как вид фольклора и преимущественно детская забава, используется в спектаклях ряда греческих кукольных коллективов, например афинского театра «Фигуры и куклы».
К мотивам и персонажам театра карагиозис обращался греческий драматург В. Ротас, написавший серию остросатирических пьес о современной ему политической жизни Греции.

## Сюжет и содержание спектаклей
Для сюжетов спектаклей карагиозиса использовались эпизоды древней и новой греческой истории, мифы, легенды и фантастические приключения, в которых выступали постоянные традиционные персонажи действа: сам Карагиозис, товарищ главного персонажа Хадзиаватис, его жена Аглая, горец Барба Йоргос др.), исторические и легендарные личности: например, Александр Македонский, герои войны 1821 г.
Комические эпизоды в театре переплетались с историко-героическим пафосом, а также патриотическими мотивами, особенно на первых стадиях зарождения и становления театра. Постепенно же в театре карагиозис господствующими стали элементы, отражавшие быт, обычаи, отдельные явления тогдашней политической жизни Греции. Наряду с условными фигурами представителей тогдашней власти - турецких визирей, пашей, турецких солдат, - на полотне появлялись персонажи представителей разных областей страны с типизированными чертами характера, говорившие местными наречиями - Ниониос, Барба-Гиоргос и др.; большое место заняли пьесы, изображавшие приключения Карагиозиса в условиях горного быта, которые добавились к традиционным «профессиональным» - «Карагиозис-врач», «Карагиозис-булочник» и социально-бытовым спектаклям - «Женитьба Карагиозиса» и т. д.
Неисчерпаемое остроумие, изобретательность в проказах сделали Карагиозиса воплощением народного ума, сатирического духа, побеждающего оружием смеха все жизненные неурядицы.